# 林園東港線
林園東港線，是高雄捷運計劃中的長期路網的一條路線，起於林園工業區站，路線全長16.66公里，總共設置8座車站，1座機廠。本線自高雄市跨越高屏溪進入屏東縣境，行經新園鄉、東港鎮、大鵬灣等地，止於林邊車站。最初計畫使用高架高運量系統和小港林園線直通運行，於2022年考量運量及經濟效益後，改採高架輕軌系統，後於2025年6月再度決議採與高雄捷運紅線直通運行。
本線原與小港林園線為同一路線的第二階段，後因經濟效益不佳而獨立成遠期路網路線。2017年前瞻基礎建設計畫中，另啟台鐵東港線復駛並經大鵬灣的輕軌路線計畫，但2018年該計畫可行性研究完成後，遭民眾反彈仍希望以林園東港線為主而改以利用林園東港線大鵬站延伸至鎮安車站。2019年底，高雄市政府捷運工程局進行的高雄捷運屏東延伸計畫評選完成，本線列為最優先路線，並將路網規劃正式提報交通部審查。

## 歷史
東港延伸線原非獨立路線，其原為1992年計劃的「新園延伸線」、2002年計劃的「大鵬灣延伸線」、2005年計劃的「林園延伸線」的一部分。2003年12月高雄市政府捷運工程局委託顧問公司辦理遠期路網後續細節設計的《高雄都會區大眾運輸系統工程計畫長期路網規劃作業》專案，並於2005年2月交通部審定，該專案包含了子專案《林園延伸線民間參與之可行性評估》。林園延伸線採平面輕軌捷運系統，編號RH，於高雄市小港區路段設於機慢車專用道，其餘路段設於路中央。機廠設於林園鄉中芸路東側、台17線南側、林園中排水溝西側的土地，與大寮延伸線共用，並且在機廠聯開商場。在評估效益上，就算加上土地開發，全線自償率仍為負，因此計劃不可行，建議先增開公車班次排養運量，並待沿線發展成熟。專案中考量到林園工業區以南到大鵬灣國家風景區需興建跨高屏溪、東港溪的橋樑，造成成本大增，且這段的評估運量僅佔全線兩成；因此該專案將之列為林園延伸線的第二階段，又稱為「東港延伸線」，共長10.9公里，其路線及站點位置，已與現今的林園東港線無太大差異。
2010年高雄縣市合併，捷運局納入舊縣區而重新規劃捷運路線，於2011年12月委託顧問公司進行《高雄都會區大眾捷運系統整體路網規劃作業》專案，2015年底完成審定。在此專案中，林園延伸線的第一階段和第二階段被拆為小港林園、林園東港兩條路線，編號改為XL（現為RL）跟LD（現為RD）。林園東港線全線長11.07公里，設6座車站（含林園工業區站），仍建議與小港林園線使用相同系統。2016年9月「高雄捷運輕軌北延臺南、南延屏東」會議，林園東港線納入小港林園線規劃評估案之後續擴充採購辦理。2018年底，小港林園線確定由紅線高運量系統直通延伸，林園東港線如不採高運量系統，將得另尋機廠用地。
2017年後半，高雄市政府、屏東縣政府成立高雄捷運延伸屏東籌辦工作小組，開始召開會議計劃路線。2018年11月捷運局簽約進行《高雄捷運延伸屏東整體路網、可行性研究、綜合規劃及環境影響評估》專案，其中路線評估包含四條：大寮屏東線、林園東港線、黃線、高屏二快共構捷運，總經費新臺幣5850萬元。
此外，在進行林園東港線推動的同時，2017年前瞻基礎建設計畫亦計畫復駛臺灣鐵路東港線，從台鐵鎮安車站經大鵬灣至東港市區，預計使用輕軌，稱「東港觀光鐵道」。但東港民眾反對該計畫，較支持從林園延伸，交通部鐵道局改以利用林園東港線大鵬站延伸至鎮安車站替代，因此在該計畫可行性研究完成後，2018年底已為交通部鐵道局暫緩。
《高雄捷運延伸屏東整體路網、可行性研究、綜合規劃及環境影響評估》專案於2019年底評估出將小港林園線併入的「小港-林園-東港線」為最優先路線，預計採用高架輕軌形式，並將整體路網案送審交通部，但與高雄市政府高運量直通小港林園線版本衝突。
2020年5月14日，交通部鐵道局副局長表示將採屏東縣政府版本，小港東港線預計全長22公里高架輕軌，經費329億元，將開始進行可行性研究規劃。9月，高雄市政府、屏東縣政府重新達成新共識，小港東港線將採高架中運量系統；但遭林園區高雄市議員批評不能一車到林園。11月23日高雄市捷運局經綜合評估決議小港林園段將採延續捷運紅線一車到底之高運量系統，並以全地下型式興建為宜，以有效處理沿線高壓電塔遷移、國7高架路線重疊及既有工業管線遷移等關鍵課題，並於12月10日將可行性研究修正報告送至交通部審議。但遭屏東縣縣長反對，表示無法負擔地下高運量屏東段的經費。12月18日交通部邀集高雄市政府、屏東縣政府針對捷運延伸東港的系統形式召開協調會，會議結論林園東港段應與高雄端一車到底，但可採高架型式，而小港林園段維持地下形式。
2023年1月屏東縣政府舉辦3場地方說明會，向民眾說明初步路線站點規劃及建設方式，計畫將與高雄捷運小港林園線銜接，後於雙園大橋南側跨越高屏溪往南延伸至林邊車站，沿線將串聯新園、東港及林邊，也可連接高雄國際機場、東港轉運站及臺鐵林邊站，路線總長約16.66公里，初步評估預計將設置8座車站。同年9月18日於屏東縣議會專案報告「高雄捷運延伸屏東計畫—捷運林園東港林邊線可行性研究案」，獲得屏東縣議會同意支持，準備將可行性研究案與議會同意函送交通部審核。後於2024年2月7日及2024年5月提送可行性研究報告修正版予交通部，交通部於同年7月8日召開初審會議，本案經修正後於同年9月13日再送交通部審議後，又因涉及高雄市小港林園線銜接整合議題，多次協商後屏東縣政府於2025年2月18日與高雄市政府協商取得共識。完成可行性研究報告修正作業後，於2025年5月8日縣府將修正報告送予交通部，刻由交通部辦理審查作業中。（根據中華民國立法院第11屆第3會期第10次會議徐富癸委員質詢內容，本案屏東縣政府與高雄市政府取得之共識為一車到底方案。）同年6月17日屏東縣政府決定林園東港線成為高雄捷運紅線屏東延伸線，採一車到底、高架化、全採用紅線系統。

## 外部連結
- 高雄市政府捷運局－長期路網規劃－林園東港線 （页面存档备份，存于）